# Naczelniczka Harcerek Związku Harcerstwa Rzeczypospolitej
Naczelniczka Harcerek ZHR – instruktorka ZHR w stopniu harcmistrzyni, która została wybrana przez instruktorki spośród kandydatek na tę funkcję na Zjeździe ZHR. Należy do Rady Naczelnej ZHR oraz Naczelnictwa, kieruje Organizacją Harcerek i jest przełożoną instruktorek.

## Kompetencje Naczelniczki ZHR
- przyjmuje i zwalnia instruktorki,
- wnioskuje o uchwalenie Regulaminu Instruktorskiego do Naczelnictwa,
- wnioskuje o uchwalenie regulaminu ruchów programowo-metodycznych o zasięgu ogólnopolskim do Naczelnictwa

## Naczelnik ZHR (przed podziałem na organizację harcerzy i organizację harcerek)
- hm. Krzysztof Stanowski (1989–1990)

## Naczelniczki Harcerek ZHR
- hm. Bogusława Pasieka-Butkiewicz HR (2 grudnia 1990 – 28 września 1991)
- hm. Ewa Bracha HR (28 września 1991 – 3 października 1992)
- hm. Maria Kuczma HR (3 października 1992 – 12 czerwca 1994)
- hm. Urszula Kret HR (12 czerwca 1994 – 6 września 1998)
- hm. Ewa Borkowska-Pastwa HR (6 września 1998 – 29 marca 2004)
- hm. Magdalena Masiak HR (29 marca 2004 – 13 kwietnia 2008)
- hm. Maria Brzeska-Deli HR (13 kwietnia 2008 – 21 kwietnia 2012)
- hm. Katarzyna Bieroń HR (21 kwietnia 2012 – 4 kwietnia 2016)
- hm. Dominika Romanowicz HR (4 kwietnia 2016 – 29 sierpnia 2021)
- hm. Justyna Kralisz HR (29 sierpnia 2021 – 16 kwietnia 2023)
- hm. Anna Stasik HR (16 kwietnia 2023 - 26 kwietnia 2025)
- hm. Katarzyna Kańczugowska HR (od 26 kwietnia 2025)